# Cardiophorus bipunctatus
Cardiophorus bipunctatus é uma espécie de insetos coleópteros polífagos pertencente à família Elateridae.
A autoridade científica da espécie é Fabricius, tendo sido descrita no ano de 1798.
Trata-se de uma espécie presente no território português.